# 메랴인

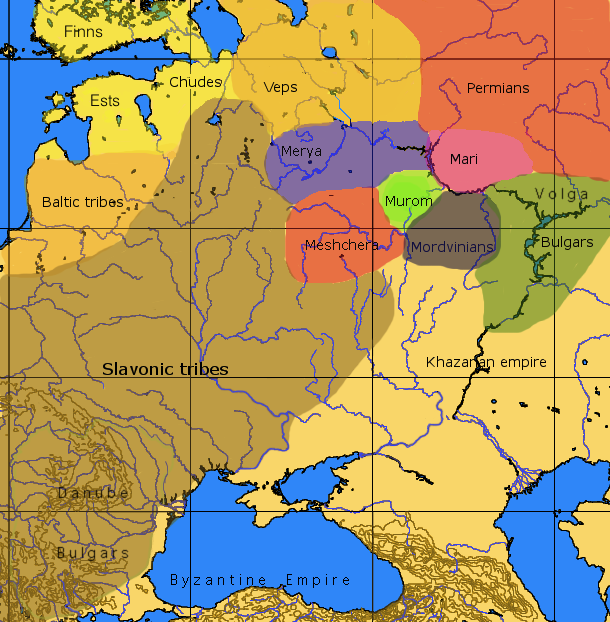

메랴인(러시아어: меряне, меря)은 볼가강 상류 유역에 살던 구 볼가핀계 민족이다. 원초 연대기에 따르면 이들의 위치는 네로호와 플레셰예보호 사이로 비정된다. 13세기 초기에는 루스인에 동화되어 사라졌다. 현대에 "메랴 민족미래주의"라는 민족 부흥 운동이 있다.

## 같이 보기
- 메랴어
- 볼가 지방